# 松木珪琳
松木珪琳（まつき けいりん）は、戦国時代の商人。戦国大名・甲斐武田氏の蔵前衆。
『甲陽軍鑑』では武田家の代官衆（御蔵前衆）として伊奈宗普（水上宗普）・諏訪春芳・八田村新左衛門尉（末木新左衛門尉）・松木珪琳の存在を記している。このうち末木姓を称する八田村新左衛門と松木珪琳が甲斐の商人であるが、武田氏の発給文書には末木氏のみが見られる。
『甲陽軍鑑』巻六では「京の松木けいりん」と記していることから、京都出身で、算用能力を評価されて武田家の蔵前衆に取り立てられたと考えられている。江戸時代後期の『甲斐国志』によれば、武田氏滅亡後の慶長年間には甲府城下の町検断を務める人物に坂田善空・辻円喜・松木了存の三名の存在を記し、『甲斐国志』では、この「松木了存」を松木珪琳の子孫としている。